# Рэндзю
Рэ́ндзю (яп. 連珠 — нить жемчуга) — настольная логическая игра для двух игроков. Цель игры — построить на доске 15×15 непрерывный ряд из пяти камней чёрного или белого цвета.
Возникла в Китае более четырёх тысяч лет назад, вариации были известны и цивилизации инков, и Древнему Риму. В начале нашей эры игра из Китая попала в Японию, где и получила наибольшее распространение. Принятый спортивный вариант, равно как и название, также родились в Японии. Старые вариации игры известны также под названиями «гомоку» и «гомокунарабэ», что означает «пять камней» и «пять камней в ряд».
Игра подчиняется определённым правилам, которые регулируются единой международной федерацией RIF. Титульные соревнования (чемпионаты Европы, мира, в том числе заочные) регламентируются непосредственно RIF, соревнования уровнем не выше национальных — соответствующими национальными организациями.

## История
Игра появилась во втором тысячелетии до новой эры на территории одной из древнейших цивилизаций человечества в долине реки Хуанхэ. В течение столетий правила игры не менялись. Игра получила распространение на древнем востоке — в Китае, Корее, и в VII веке н. э. эмигранты из Китая привезли рэндзю на Японские острова. В Японии игра носила название «гомоку» («пять камней») или «гомокунарабэ» («пять камней в ряд»). Игра в течение многих веков пользовалась широкой популярностью, в неё играли все, от простолюдинов до придворных, от детей до стариков. Играли в гомоку на досках 19×19 линий (аналогичной доскам для го).
Современное название «рэндзю», что в переводе означает «нитка жемчуга», игра получила в 1899 году. Название придумал Тэнрю Кобаяси, знаток китайской поэзии. Возможно, оно связано с тем, что, согласно литературным источникам, в древности японские женщины-аристократки играли в гомоку чёрными и белыми жемчужинами.
В XIX веке начали издаваться книги по теории игры. Развитие теории привело к пониманию того, что начинающие (чёрные) имеют преимущество, достаточное для победы при точной игре независимо от защиты белых. Это привело к необходимости изменения правил: для чёрных был введён запрет на построение вилки 3-3. В XX веке игроки пришли к выводу, что этого недостаточно для уравнения шансов. В 1936 году, по предложению Рокусана Такаки, для чёрных были введены фолы (запрещённые ходы): вилки 3×3, 4×4 и постановка ряда из 6 и более камней в ряд, вилки кратностью более двух. Тогда же появилась и принятая ныне доска 15×15. Эти правила и стали классическими. Усложнение правил неожиданно привело к обогащению игры, поскольку появились принципиально новые тактические элементы — выигрыш вынужденным фолом для белых и уход от фола для чёрных. Позже и это сочли недостаточным, и сейчас на официальных соревнованиях применяют, в дополнение ко всем вышеперечисленным ограничениям, так называемый дебютный регламент, специальный порядок нескольких первых ходов.

## Инвентарь
В комплект рэндзю, который используется на соревнованиях, входит игровое поле, набор чёрных и белых камней, турнирные часы и бланки для записи партий.
Игровое поле представляет собой доску (деревянную, фанерную, пластиковую, картонную), на которую нанесены 15 вертикальных и 15 горизонтальных линий. Образованные ими пересечения, на которые ставятся камни, называются пунктами. Из 225 пунктов игрового поля пять помечены жирными точками — один центральный (для первого хода в партии) и четыре так называемых угловых (для более наглядной привязки диаграммы к сетке игрового поля). Набор камней, как правило, состоит из 50 чёрных и 50 белых камней. Как показывает опыт, такого их количества бывает достаточно для выяснения отношений в подавляющем большинстве партий (при игре на соревнованиях недостающие для более длинной партии камни могут быть предоставлены судейской коллегией, которая наблюдает за ходом турнира). Камни в наборах не нумерованы. Размеры камней и клеток игрового поля подбираются так, чтобы между соседними камнями оставался зазор около миллиметра.
Турнирные часы — двухциферблатные (шахматные). При применении турнирных часов любому из соперников засчитывается поражение при просрочке времени, отведённого на партию или на указываемое контрольное число ходов. Контроль времени в турнирах обычно не менее полутора часов на партию каждому, в титульных турнирах — обычно не менее двух, используется также контроль Фишера (добавление времени за каждый сделанный ход).
Бланки для записи партий, кроме изображения игрового поля, содержат информацию о соперниках (фамилия, имя, разряд, команда), о времени, затраченном ими на обдумывание ходов, о шифре турнира и номере тура, а также шифр разыгранного дебюта и результат партии, скрепляемый после её окончания подписями игроков и судьи. По ходу партии соперники обязаны наносить на свои бланки очередные ходы. Ходы чёрных обозначаются в рукописях чёрными (синими) кружочками с номером хода в них, ходы белых — красными кружочками с номерами ходов. В крайнем случае допускается одноцветное изображение, когда номера ходов белых записываются тем же цветом, что и ходов чёрных, но без кружочков.

## Правила
Играют два соперника — один чёрными камнями, другой белыми. Игроки делают ходы по очереди. Первыми ходят чёрные. Каждым ходом игрок выставляет на доску в любое свободное пересечение линий доски один камень своего цвета. Побеждает тот, кто сможет первым построить непрерывный ряд из пяти камней своего цвета — по горизонтали, по вертикали или в диагональном направлении.
Для играющего чёрными определён ряд запрещённых ходов — фолов. Ему нельзя строить вилки 3×3, 4×4 и вилки кратные двум, длинный ряд из более 5 камней. Для белых фолов не существует, при построении непрерывного ряда из более чем 5 камней белые выигрывают.
Кроме того, с целью уравнивания шансов и компенсации преимущества первого хода на первые пять ходов (три чёрных камня и два белых) накладываются дополнительные условия, которые принято называть дебютным регламентом. Новички могут играть без него, в титульных же соревнованиях нередко используются довольно сложные регламенты.
Игрок может пасовать — отказаться делать очередной ход, если считает невыгодным ходить. Если оба игрока пасуют подряд, фиксируется ничья, игра завершается. Пасовать можно лишь после того, как на доске появился шестой (третий белый) камень.
Игра продолжается либо до победы одного из игроков, либо до ничьей (по соглашению сторон либо вследствие двух последовательных пасов), либо до момента, когда ни у одной стороны не останется теоретической возможности разместить пятёрку. В последнем случае результат партии также фиксируется как ничейный. На практике последний случай крайне маловероятен, обычно партия заканчивается за несколько десятков ходов.

### Начальная позиция
| 15 |   |   |   |   |   |   |   |   |   |   |   |   |   |   |   |
| 14 |   |   |   |   |   |   |   |   |   |   |   |   |   |   |   |
| 13 |   |   |   |   |   |   |   |   |   |   |   |   |   |   |   |
| 12 |   |   |   |   |   |   |   |   |   |   |   |   |   |   |   |
| 11 |   |   |   |   |   |   |   |   |   |   |   |   |   |   |   |
| 10 |   |   |   |   |   |   |   |   |   |   |   |   |   |   |   |
| 9  |   |   |   |   |   |   |   |   |   |   |   |   |   |   |   |
| 8  |   |   |   |   |   |   |   |   |   |   |   |   |   |   |   |
| 7  |   |   |   |   |   |   |   |   |   |   |   |   |   |   |   |
| 6  |   |   |   |   |   |   |   |   |   |   |   |   |   |   |   |
| 5  |   |   |   |   |   |   |   |   |   |   |   |   |   |   |   |
| 4  |   |   |   |   |   |   |   |   |   |   |   |   |   |   |   |
| 3  |   |   |   |   |   |   |   |   |   |   |   |   |   |   |   |
| 2  |   |   |   |   |   |   |   |   |   |   |   |   |   |   |   |
| 1  |   |   |   |   |   |   |   |   |   |   |   |   |   |   |   |
|    | a | b | c | d | e | f | g | h | i | j | k | l | m | n | o |

В рэндзю игра всегда начинается с пункта H8, называемого тэнгэн (яп. 天元) — «небесное начало», или «центр неба»).
При записи партий нумерацию ходов иногда начинают со второго хода, а первый рисуют либо в виде окружности с чёрной точкой внутри, либо в виде чёрного круга с белой точкой внутри. В любом случае, изображение тэнгэна может отличаться от изображения остальных ходов.

### Простые структуры
Простыми структурами в рэндзю называются группы камней, расположенные определённым образом.
Пятёрка — пять камней одного цвета, выстроенные в непрерывный вертикальный, горизонтальный или диагональный ряд. На рис. 1 треугольником отмечены ходы чёрных и белых, которые привели к построению победной пятёрки. Пятёрку, по аналогии с шахматными терминами, также называют матом.
Длинным рядом называется непрерывный ряд из шести или более камней одного цвета. Для белых длинный ряд, как и пятёрка, приносит победу. Чёрным же запрещены ходы, приводящие к построению длинного ряда. Такие ходы считаются фолом и приводят к завершению партии с проигрышем чёрных. На рис. 1 красным кружком обозначен пункт G3, приводящий к образованию длинного ряда у чёрных.
Четвёрка — ряд из четырёх камней одного цвета, который может быть достроен одним ходом до мата (до пятёрки для чёрных и до пятёрки или длинного ряда для белых). По аналогии с шахматами четвёрка иногда называется шахом и обозначается кратко — «4». На рис. 2 приведены примеры четвёрок, а также указаны все возможные ходы, которые могут их превратить в мат.
Открытая четвёрка — это четвёрка, которая может быть достроена до мата двумя различными способами. На рис. 2 такие ходы изображены буквами «a». Открытыми могут быть только сплошные четвёрки, для которых возможна постановка камней на свободные пункты, соседние с крайними камнями четвёрки. Ясно, что от открытой четвёрки у соперника спасения нет, так как при любом его ответе (кроме, конечно, случая, когда он сам ставит мат) следующий ход её хозяина будет матовым.
Прикрытая четвёрка — это четвёрка, которая может быть достроена до мата единственным возможным ходом. На рис. 2 такие ходы обозначены буквами «b».
Тип четвёрки (открытая или закрытая) зависит также и от цвета образующих её камней. Например, на рис. 2 обе горизонтальные «четвёрки» в левом нижнем углу имеют одинаковое строение, но чёрная «четвёрка» — прикрыта, а белая — открытая.
Тройка — ряд из трёх камней, который может быть одним ходом достроен до открытой четвёрки, а потом и до мата. Тройку ещё называют полушахом и обозначают кратко — «3». Примеры троек приведены на рис. 3, где также буквами «A» и «B» указаны возможности их превращения в открытые четвёрки.
Псевдотройка — ряд из трёх камней, который может быть одним ходом достроен только до прикрытой четвёрки. Псевдотройка могла бы привести к мату только в том случае, если бы её хозяину было бы предоставлено два хода подряд. На рис. 4 приведены примеры псевдотроек. Здесь же, на второй снизу горизонтали приведены примеры линейных структур из трёх и четырёх камней, которые вообще ни при каких условиях не могут привести к мату.
Открытая тройка — тройка, которая может быть достроена до открытой «четвёрки» двумя различными способами. На рис. 3 такие ходы обозначены буквой «B». Ясно, что лишь сплошная «тройка» может быть открытой.
| 15 |   |   |   |   |   |   |   |   |   |   |   |   |   |   |   |
| 14 |   |   |   |   |   |   |   |   |   |   |   |   |   |   |   |
| 13 |   |   |   |   |   |   |   |   |   |   |   |   |   |   |   |
| 12 |   |   |   |   |   |   |   |   |   |   |   |   |   |   |   |
| 11 |   |   |   |   |   |   |   |   |   |   |   |   |   |   |   |
| 10 |   |   |   |   |   |   |   |   |   |   |   |   |   |   |   |
| 9  |   |   |   |   |   |   |   |   |   |   |   |   |   |   |   |
| 8  |   |   |   |   |   |   |   |   |   |   |   |   |   |   |   |
| 7  |   |   |   |   |   |   |   |   |   |   |   |   |   |   |   |
| 6  |   |   |   |   |   |   |   |   |   |   |   |   |   |   |   |
| 5  |   |   |   |   |   |   |   |   |   |   |   |   |   |   |   |
| 4  |   |   |   |   |   |   |   |   |   |   |   |   |   |   |   |
| 3  |   |   |   |   |   |   |   |   |   |   |   |   |   |   |   |
| 2  |   |   |   |   |   |   |   |   |   |   |   |   |   |   |   |
| 1  |   |   |   |   |   |   |   |   |   |   |   |   |   |   |   |
|    | a | b | c | d | e | f | g | h | i | j | k | l | m | n | o |

| 15 |   |   |   |   |   |   |   |   |   |   |   |   |   |   |   |
| 14 |   |   |   |   |   |   |   |   |   |   |   |   |   |   |   |
| 13 |   |   |   |   |   |   |   |   |   |   |   |   |   |   |   |
| 12 |   |   |   |   |   |   |   |   |   |   |   |   |   |   |   |
| 11 |   |   |   |   |   |   |   |   |   |   |   |   |   |   |   |
| 10 |   |   |   |   |   |   |   |   |   |   |   |   |   |   |   |
| 9  |   |   |   |   |   |   |   |   |   |   |   |   |   |   |   |
| 8  |   |   |   |   |   |   |   |   |   |   |   |   |   |   |   |
| 7  |   |   |   |   |   |   |   |   |   |   |   |   |   |   |   |
| 6  |   |   |   |   |   |   |   |   |   |   |   |   |   |   |   |
| 5  |   |   |   |   |   |   |   |   |   |   |   |   |   |   |   |
| 4  |   |   |   |   |   |   |   |   |   |   |   |   |   |   |   |
| 3  |   |   |   |   |   |   |   |   |   |   |   |   |   |   |   |
| 2  |   |   |   |   |   |   |   |   |   |   |   |   |   |   |   |
| 1  |   |   |   |   |   |   |   |   |   |   |   |   |   |   |   |
|    | a | b | c | d | e | f | g | h | i | j | k | l | m | n | o |

| 15 |   |   |   |   |   |   |   |   |   |   |   |   |   |   |   |
| 14 |   |   |   |   |   |   |   |   |   |   |   |   |   |   |   |
| 13 |   |   |   |   |   |   |   |   |   |   |   |   |   |   |   |
| 12 |   |   |   |   |   |   |   |   |   |   |   |   |   |   |   |
| 11 |   |   |   |   |   |   |   |   |   |   |   |   |   |   |   |
| 10 |   |   |   |   |   |   |   |   |   |   |   |   |   |   |   |
| 9  |   |   |   |   |   |   |   |   |   |   |   |   |   |   |   |
| 8  |   |   |   |   |   |   |   |   |   |   |   |   |   |   |   |
| 7  |   |   |   |   |   |   |   |   |   |   |   |   |   |   |   |
| 6  |   |   |   |   |   |   |   |   |   |   |   |   |   |   |   |
| 5  |   |   |   |   |   |   |   |   |   |   |   |   |   |   |   |
| 4  |   |   |   |   |   |   |   |   |   |   |   |   |   |   |   |
| 3  |   |   |   |   |   |   |   |   |   |   |   |   |   |   |   |
| 2  |   |   |   |   |   |   |   |   |   |   |   |   |   |   |   |
| 1  |   |   |   |   |   |   |   |   |   |   |   |   |   |   |   |
|    | a | b | c | d | e | f | g | h | i | j | k | l | m | n | o |

| 15 |   |   |   |   |   |   |   |   |   |   |   |   |   |   |   |
| 14 |   |   |   |   |   |   |   |   |   |   |   |   |   |   |   |
| 13 |   |   |   |   |   |   |   |   |   |   |   |   |   |   |   |
| 12 |   |   |   |   |   |   |   |   |   |   |   |   |   |   |   |
| 11 |   |   |   |   |   |   |   |   |   |   |   |   |   |   |   |
| 10 |   |   |   |   |   |   |   |   |   |   |   |   |   |   |   |
| 9  |   |   |   |   |   |   |   |   |   |   |   |   |   |   |   |
| 8  |   |   |   |   |   |   |   |   |   |   |   |   |   |   |   |
| 7  |   |   |   |   |   |   |   |   |   |   |   |   |   |   |   |
| 6  |   |   |   |   |   |   |   |   |   |   |   |   |   |   |   |
| 5  |   |   |   |   |   |   |   |   |   |   |   |   |   |   |   |
| 4  |   |   |   |   |   |   |   |   |   |   |   |   |   |   |   |
| 3  |   |   |   |   |   |   |   |   |   |   |   |   |   |   |   |
| 2  |   |   |   |   |   |   |   |   |   |   |   |   |   |   |   |
| 1  |   |   |   |   |   |   |   |   |   |   |   |   |   |   |   |
|    | a | b | c | d | e | f | g | h | i | j | k | l | m | n | o |

К числу нефорсированных средств атаки относится также и построение группировок из трёх камней, но не расположенных в одну линию. Наиболее распространены такие треугольные образования, как треугольник, седло, угол, башня:
|  |  |  |  |  |
|  |  |  |  |  |
|  |  |  |  |  |
|  |  |  |  |  |
|  |  |  |  |  |

|  |  |  |  |  |
|  |  |  |  |  |
|  |  |  |  |  |
|  |  |  |  |  |
|  |  |  |  |  |

|  |  |  |  |  |
|  |  |  |  |  |
|  |  |  |  |  |
|  |  |  |  |  |
|  |  |  |  |  |

|  |  |  |  |  |
|  |  |  |  |  |
|  |  |  |  |  |
|  |  |  |  |  |
|  |  |  |  |  |

### Вилки и фолы
| 15 |   |   |   |   |   |   |   |   |   |   |   |   |   |   |   |
| 14 |   |   |   |   |   |   |   |   |   |   |   |   |   |   |   |
| 13 |   |   |   |   |   |   |   |   |   |   |   |   |   |   |   |
| 12 |   |   |   |   |   |   |   |   |   |   |   |   |   |   |   |
| 11 |   |   |   |   |   |   |   |   |   |   |   |   |   |   |   |
| 10 |   |   |   |   |   |   |   |   |   |   |   |   |   |   |   |
| 9  |   |   |   |   |   |   |   |   |   |   |   |   |   |   |   |
| 8  |   |   |   |   |   |   |   |   |   |   |   |   |   |   |   |
| 7  |   |   |   |   |   |   |   |   |   |   |   |   |   |   |   |
| 6  |   |   |   |   |   |   |   |   |   |   |   |   |   |   |   |
| 5  |   |   |   |   |   |   |   |   |   |   |   |   |   |   |   |
| 4  |   |   |   |   |   |   |   |   |   |   |   |   |   |   |   |
| 3  |   |   |   |   |   |   |   |   |   |   |   |   |   |   |   |
| 2  |   |   |   |   |   |   |   |   |   |   |   |   |   |   |   |
| 1  |   |   |   |   |   |   |   |   |   |   |   |   |   |   |   |
|    | a | b | c | d | e | f | g | h | i | j | k | l | m | n | o |

Вилка — создание одним ходом одновременно не менее двух угроз построения пятёрки (то есть созданные им тройки и/или четвёрки должны пересекаться в пункте постановки вилки). Количество создаваемых вилкой угроз построения пятёрки называется кратностью вилки.
Согласно правилам рэндзю для чёрных являются запрещёнными (фолами) вилки 3×3, 4×4 и все вилки кратностью больше двух. Таким образом, единственной разрешённой для чёрных является вилка 4×3. Для белых никаких ограничений на постройку вилок нет.
На рис. 5 приведены примеры ходов, являющихся вилками разных типов. Ходы, обозначенные буквой «a» — вилки 3×3, буквой «b» — вилки 4×4, буквой «c» — вилки 4×3, буквой «d» — вилка 3×3×4 и буквой «e» — вилка 4×4×3. Последние две вилки имеют кратность 3, остальные — 2. По правилам рэндзю для чёрных запрещены все изображённые на рисунке вилки, кроме вилок, обозначенных буквой «c». В остальных случаях чёрные создают хотя бы две тройки (ходы «a» и «d»), или хотя бы две четвёрки (ходы «b» и «e»), эти вилки являются фоловыми (запрещёнными для чёрных).
| 15 |   |   |   |   |   |   |   |   |   |   |   |   |   |   |   |
| 14 |   |   |   |   |   |   |   |   |   |   |   |   |   |   |   |
| 13 |   |   |   |   |   |   |   |   |   |   |   |   |   |   |   |
| 12 |   |   |   |   |   |   |   |   |   |   |   |   |   |   |   |
| 11 |   |   |   |   |   |   |   |   |   |   |   |   |   |   |   |
| 10 |   |   |   |   |   |   |   |   |   |   |   |   |   |   |   |
| 9  |   |   |   |   |   |   |   |   |   |   |   |   |   |   |   |
| 8  |   |   |   |   |   |   |   |   |   |   |   |   |   |   |   |
| 7  |   |   |   |   |   |   |   |   |   |   |   |   |   |   |   |
| 6  |   |   |   |   |   |   |   |   |   |   |   |   |   |   |   |
| 5  |   |   |   |   |   |   |   |   |   |   |   |   |   |   |   |
| 4  |   |   |   |   |   |   |   |   |   |   |   |   |   |   |   |
| 3  |   |   |   |   |   |   |   |   |   |   |   |   |   |   |   |
| 2  |   |   |   |   |   |   |   |   |   |   |   |   |   |   |   |
| 1  |   |   |   |   |   |   |   |   |   |   |   |   |   |   |   |
|    | a | b | c | d | e | f | g | h | i | j | k | l | m | n | o |

На рис. 6 приведены примеры ходов, которые только на первый взгляд кажутся вилками. Ходы, обозначенные буквой «a», не являются вилкой 3×3, так как одна из образующих её угроз является ложной — псевдотройкой. Ход «b» — не вилка 4×4, так как горизонтальная группировка не является «четвёркой», она может стать лишь длинным рядом, а не пятёркой. Наконец, ход «c» — не запрещённая вилка 3×3×4, а разрешённая вилка 4×3, так как получающаяся диагональная группировка из трёх камней является лишь псевдотройкой, ибо могла бы превратиться в четвёрку только после хода «X», который сам является фоловой вилкой 4×4, а, значит, невозможен.
Ходы, которые только на первый взгляд кажутся фолами, называются псевдофолами. На рис. 6 псевдофолом также является построение тройки ходом «d». Несмотря на то, что на пятой горизонтали уже есть одна тройка, эти тройки не пересекаются в пункте «d», который и был последним ходом данной позиции, то есть они не образуют вилки ходом «d».
Существование правила фола чёрных в рэндзю существенно ограничивает для них возможность построения выигрышных комбинаций (угроз и вилок), а белые получают дополнительное оружие борьбы — вынужденный фол чёрных. Точнее, для белых некоторые их прикрытые «четвёрки» стали выполнять функцию открытых «четвёрок», от которых уже нет спасения (см. рис. 7).
| 15 |   |   |   |   |   |   |   |   |   |   |   |   |   |   |   |
| 14 |   |   |   |   |   |   |   |   |   |   |   |   |   |   |   |
| 13 |   |   |   |   |   |   |   |   |   |   |   |   |   |   |   |
| 12 |   |   |   |   |   |   |   |   |   |   |   |   |   |   |   |
| 11 |   |   |   |   |   |   |   |   |   |   |   |   |   |   |   |
| 10 |   |   |   |   |   |   |   |   |   |   |   |   |   |   |   |
| 9  |   |   |   |   |   |   |   |   |   |   |   |   |   |   |   |
| 8  |   |   |   |   |   |   |   |   |   |   |   |   |   |   |   |
| 7  |   |   |   |   |   |   |   |   |   |   |   |   |   |   |   |
| 6  |   |   |   |   |   |   |   |   |   |   |   |   |   |   |   |
| 5  |   |   |   |   |   |   |   |   |   |   |   |   |   |   |   |
| 4  |   |   |   |   |   |   |   |   |   |   |   |   |   |   |   |
| 3  |   |   |   |   |   |   |   |   |   |   |   |   |   |   |   |
| 2  |   |   |   |   |   |   |   |   |   |   |   |   |   |   |   |
| 1  |   |   |   |   |   |   |   |   |   |   |   |   |   |   |   |
|    | a | b | c | d | e | f | g | h | i | j | k | l | m | n | o |

После хода белых «a» (прикрытая четвёрка) чёрные не имеют права сделать ход в пункт «X», так как он для них — фол длинный ряд. Ход белых «b» — всего лишь прикрытая тройка — тоже неизбежно приведёт их к выигрышу, так как пункт «X» — фол 3×3 для чёрных. Ход белых «c» (прикрытая четвёрка) также победный из-за фола 4×4 в пункте «X». Наконец, после хода белых «d» (псевдотройка) чёрным также пора сдаваться, так как для них оба пункта «X» и «Y» — фолы 3×3. Все подобные выигрыши рэндзисты кратко называют «выигрышами фолом».
Чёрные могут и должны защищаться от замысла белых выиграть фолом. В зависимости от развития позиции некоторые запрещённые ходы могут становиться разрешёнными. Для такого целенаправленного изменения позиции у чёрных есть несколько способов. Во-первых, можно просто занять пункт, с помощью которого белые хотят выиграть. Например, если при своей очереди хода чёрные займут пункты «a» или «b» на рис. 7, то они тем самым ликвидируют угрозу белых. Однако такой приём годится не всегда. Например, ходы чёрных в пункты «c» или «d» того же рисунка их не спасают (белые могут нарастить свою структуру с другой стороны).
Во-вторых, можно попытаться своим ходом изменить тип вилки. Например, в нижней левой позиции на рис. 8 белые грозят ходом «1» выиграть фолом 3×3 в пункте «Z». При своей очереди хода чёрным достаточно пойти в один из пунктов, помеченных буквой «a», и потенциальная вилка станет не фоловой вилкой 3×3, а разрешённой вилкой 4×3. Однако, так же, как и первый способ, такое изменение типа вилки не является универсальным средством (в позиции «b» рис. 7 это возможно, в позициях «a», «c», «d» — это невозможно).
| 15 |   |   |   |   |   |   |   |   |   |   |   |   |   |   |   |
| 14 |   |   |   |   |   |   |   |   |   |   |   |   |   |   |   |
| 13 |   |   |   |   |   |   |   |   |   |   |   |   |   |   |   |
| 12 |   |   |   |   |   |   |   |   |   |   |   |   |   |   |   |
| 11 |   |   |   |   |   |   |   |   |   |   |   |   |   |   |   |
| 10 |   |   |   |   |   |   |   |   |   |   |   |   |   |   |   |
| 9  |   |   |   |   |   |   |   |   |   |   |   |   |   |   |   |
| 8  |   |   |   |   |   |   |   |   |   |   |   |   |   |   |   |
| 7  |   |   |   |   |   |   |   |   |   |   |   |   |   |   |   |
| 6  |   |   |   |   |   |   |   |   |   |   |   |   |   |   |   |
| 5  |   |   |   |   |   |   |   |   |   |   |   |   |   |   |   |
| 4  |   |   |   |   |   |   |   |   |   |   |   |   |   |   |   |
| 3  |   |   |   |   |   |   |   |   |   |   |   |   |   |   |   |
| 2  |   |   |   |   |   |   |   |   |   |   |   |   |   |   |   |
| 1  |   |   |   |   |   |   |   |   |   |   |   |   |   |   |   |
|    | a | b | c | d | e | f | g | h | i | j | k | l | m | n | o |

В-третьих, можно попытаться избавиться от проигрывающей вилки 3×3 или 4×4, превратив её в псевдофол. Например, в той же нижней левой позиции на рис. 8 ход чёрных в пункт «b» превращает одну из потенциальных троек в псевдотройку, так как она сможет после этого перерасти лишь в длинный ряд. Аналогичный смысл имеет и ход «c», сделанный под угрозой хода белых в пункт «2» в позиции из левого верхнего угла рисунка 8: он превращает проигрывающую вилку «Z» типа 3×3 в псевдофол, так как получающуюся после хода «Z» диагональную группу из трёх камней можно было бы достроить до открытой четвёрки лишь ходом «X», который теперь становится фолом 4×4.
Частный случай этого защитного приёма чёрных — так называемое оживление тройки. Он проиллюстрирован позицией в нижнем правом углу рис. 8. Белые грозят ходом в пункт «3» создать чёрным фол 4×4 в пункте «Z». Чёрные могли бы пойти в этот пункт «3», или избавиться от фола, построив прикрытую вертикальную или горизонтальную четвёрки. Однако в данной позиции чёрным удаётся не только защититься, но и выиграть партию. Для этого им надо сделать ходом в пункт «d» тройку, которую белые вынуждены закрывать. А тем временем пункт «Z» перестал быть фоловой вилкой 4×4 из-за возможности превращения вертикальной четвёрки лишь в длинный ряд, но не в пятёрку. Пойдя следующим ходом в пункт «Z», чёрные ставят незакрываемую открытую четвёрку — исходная горизонтальная тройка «ожила».
Основной принцип отличия фолов от псевдофолов прост — в случае псевдофола белые последовательно могут (но не должны) защититься от всех содержащихся в нём угроз. Этот же принцип применим и при определении типа и кратности вилки.

## Тактика и стратегия
Позиция в теории рэндзю рассматривается как набор взаимопересекающихся линейных конструкций. Основной интерес представляют тройки и четвёрки, описанные выше.
Для выигрыша в партии игрок должен стремиться к построению своих открытых троек и четвёрок, одновременно блокируя попытки создания их противником. Очевидно, что если игрок будет каждым своим ходом строить только одну тройку или прикрытую четвёрку, то противник будет отвечать блокированием строящегося ряда. Поэтому для выигрыша необходимо построить вилку — одним ходом создать более одной тройки или четвёрки. В таком случае противнику не хватит ходов на блокирование и, если у него нет пути форсированного мата, он неизбежно проиграет.
Наиболее верный (но не всегда возможный) способ достижения победы — мат серией шахов. Игрок делает ходы, каждый из которых строит четвёрку, противник вынужденно блокирует построения. При этом строится база для вилки, которая и формируется предпоследним ходом. Защититься от такой комбинации невозможно, поэтому в любой позиции игрок всегда сначала ищет путь выигрыша серией шахов, и только убедившись, что его нет, прибегает к другим вариантам.
Больше усилий требует выигрыш на тройках (полушахах), когда создаются не четвёрки, а тройки. В отличие от предыдущего случая, у противника остаётся возможность сделать один дополнительный ход, прежде чем игрок достроит победную пятёрку. Противник может использовать этот факт для создания контригры — постановки шаха и успешной защиты или даже перехвата инициативы.
Ещё один тактический элемент, отличающий рэндзю от крестиков-ноликов, — использование фолов. Поскольку для чёрных существуют запрещённые ходы, белые могут использовать этот факт, создавая позиции, где чёрным для защиты или перехода в атаку необходим как раз такой ход, который строит запрещённую вилку или длинный ряд. Победа за счёт фола чёрных называется «выигрыш фолом».

## Дебюты
Для успешной игры в рэндзю дебюты имеют очень большое значение, гораздо большее, чем, например, в шахматах. Часто ошибка в первых пяти-одиннадцати ходах оказывается роковой.
Каноническими в рэндзю называются 26 дебютов. Они классифицируются по второму и третьему ходам в партии. Разрешены только два вторых хода для белых — вплотную к центральной шашке по вертикали (в силу симметрии он эквивалентен ходу по горизонтали) или диагонали. В соответствии с этим основные дебюты делятся на вертикальные и диагональные (сокращённо «В» и «Д»). В англоязычной нотации приняты названия «direct» для вертикальных, «indirect» для диагональных дебютов (сокращенно D, I). Третий ход в партии (ход чёрных) делается в пределах центрального квадрата 5×5 пунктов, то есть не далее двух пунктов от центра игрового поля.
|  |  |  |  |  |
|  |  |  |  |  |
|  |  |  |  |  |
|  |  |  |  |  |
|  |  |  |  |  |

|  |  |  |  |  |
|  |  |  |  |  |
|  |  |  |  |  |
|  |  |  |  |  |
|  |  |  |  |  |

Номер варианта возможного третьего хода и соответствует номеру вертикального или диагонального дебюта. Все основные дебюты имеют свои имена, но в игровой практике они используются редко: чаще говорят «4В», а не «Цветок».
Дебюты различны по степени выгодности для чёрных, поэтому для уравнивания шансов игроков в официальных соревнованиях обязательно применяется тот или иной набор правил розыгрыша дебюта.

### Список канонических дебютов
| Номер | Имя дебюта             | Японское имя   | Преимущество цвета (регламент RIF) |
| ----- | ---------------------- | -------------- | ---------------------------------- |
| 1В    | Холодная звезда        | 寒星, кансэй   | Преимущество чёрных                |
| 2В    | Долина                 | 溪月, кэйгэцу  | Преимущество чёрных                |
| 3В    | Далёкая звезда         | 疏星, сосэй    | Равные шансы                       |
| 4В    | Цветок                 | 花月, кагэцу   | Выигрыш чёрных                     |
| 5В    | Остаток                | 殘月, дзангэцу | Преимущество чёрных                |
| 6В    | Дождь                  | 雨月, угэцу    | Преимущество чёрных                |
| 7В    | Золотая звезда; Венера | 金星, кинсэй   | Преимущество чёрных                |
| 8В    | Сосна                  | 松月, сё: гэцу | Незначительное преимущество чёрных |
| 9В    | Холм                   | 丘月, кю: гэцу | Равные шансы                       |
| 10В   | Новолуние              | 新月, сингэцу  | Преимущество чёрных                |
| 11В   | Счастливая звезда      | 瑞星, дзуйсэй  | Равные шансы                       |
| 12В   | Гора                   | 山月, сангэцу  | Незначительное преимущество чёрных |
| 13В   | Прогулка               | 游星, ю: сэй   | Выигрыш белых                      |
| 1Д    | Астероид               | 長星, тё: сэй  | Незначительное преимущество белых  |
| 2Д    | Ущелье                 | 峽月, кё: гэцу | Преимущество чёрных                |
| 3Д    | Константа              | 恆星, ко: сэй  | Преимущество чёрных                |
| 4Д    | Вода                   | 水月, суйгэцу  | Выигрыш чёрных                     |
| 5Д    | Метеор                 | 流星, рю: сэй  | Незначительное преимущество белых  |
| 6Д    | Туча                   | 雲月, унгэцу   | Преимущество чёрных                |
| 7Д    | Бухта                  | 浦月, хогэцу   | Выигрыш чёрных                     |
| 8Д    | Шторм                  | 嵐月, рангэцу  | Преимущество чёрных                |
| 9Д    | Серебряный месяц       | 銀月, гингэцу  | Преимущество чёрных                |
| 10Д   | Сияние                 | 明星, мё: дзё: | Преимущество чёрных                |
| 11Д   | Косогор                | 斜月, сягэцу   | Равные шансы                       |
| 12Д   | Слава                  | 名月, мэйгэцу  | Преимущество чёрных                |
| 13Д   | Комета                 | 彗星, суйсэй   | Выигрыш белых                      |

### Дебютный регламент
Дополнительные ограничения на ходы чёрных в действительности также не полностью уравнивают возможности игроков. Поэтому для профессиональных турниров был дополнительно установлен так называемый дебютный регламент — специальная процедура начала партии, призванная гарантировать равенство возможностей для обеих сторон. Смысл введения регламентов в том, что при оптимальной игре сторон будут разыгрываться варианты с максимально равными шансами для белых и черных, так как ни делающий первый ход игрок, ни его визави не заинтересованы до определенного момента в создании позиции с перевесом того или иного цвета.
Правила дебютных регламентов установлены Международной Федерацией Рэндзю, эта же организация устанавливает правила всех турниров уровнем выше национальных (чемпионаты мира, континентов).
Например, игра по так называемому старому дебютному регламенту RIF начинается с того, что играющий первым номером выставляет на доску три камня — чёрный камень в центр доски, белый камень рядом с первым, чёрный камень в пределах центрального квадрата 5×5. После этого играющий вторым номером выбирает цвет. Если он выбрал белый цвет, он просто делает четвёртый ход в любое место доски. Если он выбрал чёрный цвет, то следующий ход делает играющий первым номером. После выбора цвета и установки четвёртого хода играющий чёрными обязан выставить на доску два варианта пятого хода. Играющий белыми выбирает пятый ход чёрных и ставит свой шестой ход. После этого игра идёт по обычным правилам.
Существуют и другие, более новые дебютные регламенты (Ямагути — текущий регламент чемпионатов мира, Тарагути, Саката, Соосырв — текущий регламент заочных чемпионатов мира; ряд расширенных регламентов).

## Рэндзю как вид спорта
В Советском Союзе регулярные соревнования по правилам классического рэндзю проводились с начала восьмидесятых годов XX века. Чемпионаты России проводятся ежегодно, начиная с 1992 года.
В настоящее время под эгидой Международной Федерации Рэндзю (RIF) систематически проводятся личные, командные, заочные чемпионаты мира, личные чемпионаты Европы, разработаны Кодекс рэндзю и Квалификационная система. Первый очный чемпионат мира по рэндзю прошёл в 1989 году (см. ниже). Ведущие позиции в развитии рэндзю занимают Китай, Россия, Швеция, Эстония, Япония. В России рэндзю активно развивается в Москве, Санкт-Петербурге, Нижнем Новгороде, Рыбинске, также очень сильна школа рэндзю из посёлка Подюга Архангельской области.
Силу игры принято оценивать по системе разрядов кю (1-й кю — высший ученический разряд) и данов (1 дан — низший из данов, но является следующей ступенью после 1-го кю). Системы присвоения разрядов в разных странах различаются. В России очередной дан можно выполнить только по итогам турнира, потеря возможна как по результатам турнира, так и вследствие длительного неподтверждения. Низшие ученические разряды, 6 кю и ниже, могут быть присвоены квалификатором по итогам решения тестовых задач (так называемых квалификационных конкурсов). Кроме этого, существует стандартная градация силы игры (1—4 спортивный разряд, кандидат в мастера спорта, мастер спорта России, гроссмейстер).
С 2011 дисциплина рэндзю как вид спорта вернулась в Всероссийский реестр видов спорта, код 0890132811Я.

### Личные чемпионаты мира
Чемпионаты мира проводятся каждые два года, первый состоялся в 1989 году.

### Командные чемпионаты мира
Командные чемпионаты мира проводятся каждые два года, за исключением 1998 года, первый состоялся в 1996 году.
Список мест, где проводились чемпионаты, и команд-чемпионов с их составом приведён ниже.
| Год  | Город, страна проведения | Чемпион                                                                                                | Дебютный регламент |
| ---- | ------------------------ | --- | ------------------ |
| 1996 | Санкт-Петербург, Россия  | Россия (Ильин Д., Песков С., Синев И., Никонов К., Кожин М.)                                           | RIF                |
| 1998 | Ереван, Армения          | Чемпионат не проводился, прошёл матч Армения — Швеция (8:8)                                            | RIF                |
| 2000 | Таллин, Эстония          | Россия-1 (Синев И., Климашин А., Сушков В., Сальников П., Кожин М.)                                    | RIF                |
| 2002 | Вадстена, Швеция         | Россия-1 (Сальников П., Климашин А., Артемьев С., Скуридин А., Семенов В.)                             | RIF                |
| 2004 | Тюмень, Россия           | Россия-1 (Сушков В., Климашин А., Чингин К., Никонов К., Синев И.)                                     | RIF                |
| 2006 | Таллин, Эстония          | Россия-1 (Сушков В., Чингин К., Артемьев С., Саврасова Ю., Вершинин П.)                                | RIF                |
| 2008 | Хельсинки, Финляндия     | Эстония (Таймла Т., Олль А., Пурк А., Соосырв А., Лентс Й.)                                            | RIF                |
| 2010 | Токио, Япония            | Китай (Ли И, Цао Дун, Инь Личен, Си Чжэньян)                                                           | Ямагути            |
| 2012 | Пекин, Китай             | Япония (Юки Осуми, Сигэру Накамура, Такахиро Кудоми, Кадзумаса Тамура, Хироси Окабэ, Томохару Накаяма) | Ямагути            |
| 2014 | Тайбэй, Тайвань          | Эстония (Таймла Т., Хыбемяги М., Соосырв А., Лентс Й., Меритеэ А.)                                     | Ямагути            |
| 2016 | Таллин, Эстония          | Эстония-1 (Олль А., Таймла Т., Хыбемяги М., Паюсте Р., Лентс Й.)                                       | Ямагути            |
| 2018 | Санкт-Петербург, Россия  | Китай (Чжу Цзяньфэн, Цао Дун, Ян Яньси, Лю Ян, Лань Чжижэнь)                                           | Соосырва-8         |
| 2020 | Стокгольм, Швеция        | отменён                                                                                                | Соосырва-8         |
| 2024 | Синьтай, Китай           | Китай (Хуан Лицинь, Цао Дун, Цзян Цивен, Хе Шуцзянь, Ай Сянпинь)                                       | Тарагути-10        |

С 1996 года по 2008 команда состояла максимум из пяти игроков (первая доска, вторая доска, третья доска, четвёртая доска, запасной). С 2010 года допустимый состав увеличен до шести человек, командам разрешено иметь двух запасных игроков.

### Заочные чемпионаты мира
С 1982 года, затем в 1984, 1985 годах, а с 1996 года ежегодно (с перерывом в 2009—2010 годах) проводятся чемпионаты мира по заочному рэндзю.
Итоги в таблице ниже.
| Год проведения турнира | Чемпион              | Страна                                     |
| ---------------------- | -------------------- | ------------------------------------------ |
| 1982                   | Сапронов, Владимир   | СССР                                       |
| 1984                   | Носовский, Александр | СССР                                       |
| 1985                   | Носовский, Александр | СССР                                       |
| 1991                   | Погосян, Альберт     | СССР                                       |
| 1993                   | Погосян, Альберт     | Армения                                    |
| 1996                   | Рэймс, Альдис        | Латвия                                     |
| 1997                   | Юрий Таранников      | Россия                                     |
| 1998                   | Олег Федоркин        | Россия                                     |
| 1999                   | Олег Федоркин        | Россия                                     |
| 2000                   | Рэймс, Альдис        | Латвия                                     |
| 2001                   | Константин Никонов   | Россия                                     |
| 2002                   | Виталий Лункин       | Россия                                     |
| 2003                   | Чен Вэй              | Китай                                      |
| 2004                   | Сунь Ченмин          | Китай                                      |
| 2005                   | Виктор Барыкин       | Россия                                     |
| 2006                   | Золота нет           | Серебро — Епифанов Д.; бронза — Барыкин В. |
| 2007                   | Дмитрий Епифанов     | Россия                                     |
| 2008                   | Чжан Цзинюй          | Китай                                      |
| 2011                   | Елена Баланова       | Латвия                                     |
| 2012                   | Алексей Потапов      | Россия                                     |

### Молодёжные первенства Европы
Молодёжные первенства Европы проводились в 1997 (Эстония), 1999 (Россия), 2001 (Эстония), 2003 (Эстония), 2005 (Эстония), 2007 (Чехия), 2009 (Украина), 2011 (Эстония), 2013 (Эстония), 2015 (Турция), 2017 (Греция), 2019 (Эстония), 2021 (Турция), 2022 (Турция), 2023 (Турция), 2025 (Армения) годах.
Итоги последнего молодёжного чемпионата (первенства) Европы, прошедшего в г. Ереван ( Армения) с 30 июня по 6 июля 2025 года, приведены в таблице:
| Год проведения турнира | Группа | Возраст            | Победитель          | Страна  |
| ---------------------- | ------ | ------------------ | ------------------- | ------- |
| 2025                   | A      | 2000 г.р. и младше | Максим Метревели    | Россия  |
| 2025                   | B      | 2005 г.р. и младше | Михаил Сидоров      | Россия  |
| 2025                   | C      | 2010 г.р. и младше | Константин Казанцев | Россия  |
| 2025                   | D      | 2014 г.р. и младше | Сергей Микрюков     | Россия  |
| 2025                   | E      | 2016 г.р. и младше | Артём Ижмяков       | Россия  |
| 2025                   | G      | 2005 г.р. и младше | Мария Петрова       | Россия  |
| 2025                   | H      | 2010 г.р. и младше | Екатерина Чернецова | Россия  |
| 2025                   | I      | 2014 г.р. и младше | Екатерина Акулова   | Армения |

## Компьютерное рэндзю
В связи со взрывным развитием компьютерной техники и программного обеспечения закономерно появились программы, используемые для игры в рэндзю, для хранения и анализа баз сыгранных партий, для анализа позиций. Так, именно с помощью компьютерной аналитической программы «Victoria» было математически строго доказано утверждение, высказанное Сигэру Сагарой, о том, что в игре по правилам рэндзю без дебютного регламента, начинающий (чёрные) имеет достаточное для победы преимущество, даже с учётом фолов. Тем не менее, несмотря на появляющиеся заявления о намерении «решить» игру рэндзю, оснований считать рэндзю с дебютным регламентом решённой игрой пока нет.
Среди игровых программ проводилось несколько турниров. Идея проведения чемпионата родилась, видимо, во время турнира ICGA, проводившегося в Лондоне в 1989 году, где среди дисциплин впервые появилась игра рэндзю, по которой соревновались две программы. Впоследствии в рамках компьютерных олимпиад турниры по рэндзю проводились ещё трижды, равно как и по гомоку.
Первый чемпионат мира по рэндзю среди компьютерных программ прошёл в 1991 году, победителем стала программа «Vertex» (авторы: А. Шапошников и А. Носовский). Второй чемпионат прошёл в 1997 году, в нём программы соревновались в двух номинациях — играли в турнире друг с другом и решали задачи, предложенные жюри. В обеих номинациях выиграла программа «Blackstone» (автор: В. Барыкин). В третьем турнире, проводившемся в 2000 году, в номинации «Турнир» победу снова одержала программа Blackstone, а в номинации «Решение задач» победу одержала программа «Super» (автор: Тунсян Чжан, Китай). У программы есть интерфейс для игры онлайн через интернет.
Четвёртый чемпионат прошёл в 2004 году. Разыгрывалась лишь одна номинация, решение задач, и в ней первое место заняла программа «RenjuSolver» (автор: Вэнь Сяндун).
Уже во время третьего турнира Норихико Кавамура, экс-чемпион мира, высоко оценил игру программы «Blackstone», сказав, что она играет на уровне сильнейших игроков мира. Имеется также опыт участия компьютерных программ в турнирах с людьми; результаты его говорят, что программа может играть на уровне человека.
В июле 2017 состоялся матч между лучшей компьютерной программой «Yixin» и одним из лучших игроков в мире Лин Шухсуанем из Тайваня. «Yixin» выиграла со счётом 3:1.

## Родственные игры
Общим правилом для всех подобных рэндзю игр является отсутствие фолов, то есть запрещённых ходов для чёрных. Примеры таких игр:
- Крестики-нолики 5 в ряд на неограниченном поле — игра на тетрадном листе в клетку. Крестики и нолики отмечаются внутри клеток ручкой или карандашом[44].
- Гомоку на доске 15×15 или 19×19[45] — построение длинного ряда из более 5 камней не считается победным. Разновидности гомоку на доске 15×15[46]по дебютным регламентам[47]:
  - Рэндзю с центральным запретным квадратом или Свободное рэндзю[47] — первый ход чёрные делают как обычно в центр доски, белые отвечают ходом на любой свободный пункт, третий ход чёрные делают за пределами центрального квадрата 5×5. Игра изобретена в Японии в 1920-х годах[45].
  - Гомоку своп (от англ. swap — обмен) — первый игрок ставит в любое место доски два чёрных и один белый камень, после чего второй игрок может выбрать цвет камней для игры[48].
  - Гомоку своп 2 — также как в Гомоку своп, но второй игрок ещё может добавить на доску чёрный и белый камень и предложить право выбора цвета первому игроку[47].
- Коннект 6 — для уравнивания возможностей обеих сторон игроки выставляют сразу по два камня за ход, кроме первого хода чёрных одним камнем в центр доски. Победа достигается построением ряда из шести и более камней[49]. Доску желательно использовать 19×19 (для игры в Го)[47].
- Пента (греч. pente — пять) на доске 19×19 — ряд из двух камней, закрытый с двух сторон камнями противника, становится «добычей» и снимается с доски. Второй ход белых (в пенту первый ход традиционно делают белые) делается за пределы центрального квадрата 5×5. Выигрывает тот, кто первым построил ряд из 5 и более камней, либо первым захватил 5 добыч. Пента — упрощённый вариант японской игры нинуки-рэндзю, распространённой в Японии в первой половине XX века[45].